# Caconda (Angola)
Pour les articles homonymes, voir Caconda.
Caconda est une ville et municipalité angolaise de la province de Huila. Elle est peuplée de 186 098 habitants (estimation 2006).